# Ceratinia transversa
Ceratinia transversa är en fjärilsart som beskrevs av Erich Martin Hering 1925. Ceratinia transversa ingår i släktet Ceratinia och familjen praktfjärilar. Inga underarter finns listade i Catalogue of Life.